# Svenska sångfavoriter
Svenska sångfavoriter var en skivserie, utgiven av Skandinaviska Grammophon AB (svenska delen av EMI), med samlingar av 78-varvsinspelningar, en artist per skiva, med ett tecknat omslag av Erik Hermansson, nästan en karikatyr, av artisten. LP-skivorna utgavs 1959 till 1963 på His Master’s Voice budgetserie SELP 1xx.
De artister det gällde var:
- Harry Brandelius
- Lasse Dahlquist – Sjunger sina egna visor
- Sigge Fürst – Sjunger Ulf Peder Olrog
- Karl Gerhard
- Karin Juel
- Zarah Leander – Zarah i går - Zarah i dag
- Edvard Persson
- Povel Ramel
- Fridolf Rhudin
- Ernst Rolf
- Evert Taube – Hela Sveriges trubadur
- Evert Taube – Volym 2
- Sigurd Wallén – Albert Engström-historier

En tredje Taube-LP med titeln "När jag var en ung caballero" utgavs i serien 1963, med ett foto på omslaget.
Alla skivorna återutgavs sedan på HMV’s budgetserie SGLP 5xx och Odeons budgetserie PMES 5xx mellan 1966 och 1969, varvid några fler artister tillkom: Ulla Billquist (annan tecknare), Åke Grönberg (foto), och Zarah Leander fick med en volym 2. Även 1982 återutgavs en del skivor, tillsammans med flera andra skivor med sångare från 78-varvsepoken i ett slags generiska omslag med en förstorad Odeon-etikett i rött mot svart bakgrund, utan att ordet sångfavoriter användes.
Åren 1994–95, 2001 och 2005 återutgavs de flesta skivorna på CD (utom Billquist och två Taube-skivor), nu betydligt utökade, och en del spår från LP-skivorna kom inte med. CD-skivorna var ofta baserade på andra samlingsskivor, till exempel serierna ”De 20 mest önskade” på LP, eller ”Önsketimmen” på CD. Omslagsteckningarna av Hermansson hade på 2005 års utgåvor getts en blå ram.